# Pál Budai (Musiker)
Pál Budai (geboren 1906 in Budapest, Österreich-Ungarn; gestorben 1944 oder 1945) war ein ungarischer Komponist. 

## Leben
Pál Budai studierte von 1922 bis 1928 an der Musikakademie Budapest, in den letzten zwei Jahren bei Zoltán Kodály. Anfang der 1930er Jahre war er für dreieinhalb Jahre in Paris an der École Normale Supérieure als Dirigent beschäftigt. Budai schrieb 1937 einen Beitrag in der Zeitschrift Libanon und forderte die Ausbildung einer jüdisch-völkischen Musikkultur und eine entsprechende Ausbildung der Kantore. Nachdem das antisemitische Horthy-Regime den ungarischen Juden 1939 die kulturelle Betätigung in der allgemeinen Öffentlichkeit verboten hatte, beteiligte Budai sich am Kulturleben der jüdischen Kulturorganisation Omike.
Budai wurde 1944 in Ungarn Opfer der Judenverfolgung und starb 1944 oder 1945.
Von Budai sind nur wenige Werke erhalten: die für zwei Klaviere gesetzte Suite aus seiner Ballettmusik zu Babadoktor, ein Rondino und die 1933 in Paris bei Albert Neuburger in der Edition Senart erschienenen Sechs kurzen Stücke für Kinder. Weitere im Jahr 1955 vom Musikwissenschaftler Antal Molnár beschriebene Stücke wurden bislang nicht wieder aufgefunden, Molnar erwähnte neben der Ballettmusik Babadoktor (Der Puppendoktor) zwei Stücke für Violine, eine Burlesque für Klavier und eine Elegie und Scherzo für Streichorchester.

## Beiträge
- A zidó templomi zene kérdése, in: Libanon, 1937, S. 78–81
- In memoriam Hungarian composers, victims of the Holocaust. Budapest : Hungaroton Classic, 2008 (Die CD enthält Werke von László Weiner; Pál Budai; Sándor Kuti; Gyrogy Justus; Elemér Gyulai; Sándor Vándor) WorldCat